# Закревський Осип Лук'янович
Закревський Осип Лук'янович (пом. до 1769) — бунчуковий товариш, київський полковий осавул (18 січня 1743 — 1754), генеральний бунчужний (4 жовтня 1756 — 1762), абшитований (відставний) генеральний обозний (березень 1763).  

## Життєпис
В юності був простим кравцем — закрійником (звідси й прізвище), однак завдяки вдалому одруженню із Ганною Григорівною Розумовською (1722–58), сестрою майбутнього єлизаветинського фаворита Олексія Розумовського, кар'єра О. Закревського стрімко пішла вгору.     
17 вересня 1744 р. Осипові було пожалувано село Дорочинка. 10 жовтня 1752 він купив за 19 тис. рублів дідизні й батьківські маєтки в лейб-гвардії Кінного полку ротмістра Олександра і поручика Івана Петровичів Толстих (Березова Рудка й Крячківка у Лубенському, Лемешівка, Гандзеровщина та кілька хуторів в Прилуцькому полках). У 1755 році вів суперечку за ґрунти з бунчуковим товаришем Петром Горленком. 21 березня 1758 записав Києво-Печерській лаврі ниву за передмістям Козельця. 18 квітня 1761 придбав у остерського козака Андрія Галушки хутір біля с. Упирі. В 1764 «ізволил памяты своей обѣщатися» — відремонтував Трапезну церкву Омбишського монастиря.    

### Родина
Осип Лук'янович залишив по собі дітей: 
- Марина (1741—1800), фрейліна (1751), а відтак статс-дама; 22 лютого 1758 стала дружиною обер-шталмейстера Льва Олександровича Наришкіна;
- Андрій (1742—1804), директор Імператорської Академії мистецтв (1774—1784), президент Медичної колегії (1785—1794), Санкт-Петербурзький повітовий маршалок дворянства, таємний радник; одружився з князівною Марією Іванівною Одоєвською;
- Софія (1743 — 18??), фрейліна (1756), у шлюбі (заручини відбулись 18 грудня 1758 р., в день народження імператорки Єлизавети) з 1759 року за графом Миколою Федоровичем Апраксіним;
- Григорій (нар. 1744);
- Єфросинія (пом. 10 вересня 1799), одружена з генеральним бунчужним Яковом Михайловичем Скоропадським;
- Кирило, помер в юному віці;
- Олексій (нар. 1751), помер в юному віці.